# Personal Best
Personal Best (bra: As Parceiras) é um filme de drama americano de 1982 escrito, produzido e dirigido por Robert Towne. É estrelado por Mariel Hemingway e a estrela do atletismo da vida real Patrice Donnelly, junto com Scott Glenn como treinador. O filme é sobre o relacionamento lésbico entre duas companheiras de atletismo cujo relacionamento pode interferir em seu desempenho.
O filme foi rodado na Califórnia e no Oregon. Vários problemas surgiram durante a produção, incluindo uma greve do Screen Actors Guild e um processo de US$ 110 milhões.
O filme recebeu críticas positivas após seu lançamento. Tanto Gene Siskel quanto Roger Ebert colocaram Personal Best em suas listas dos dez melhores filmes de 1982. Obteve um índice de aprovação de 73% no agregador de críticas Rotten Tomatoes. Apesar de sua popularidade entre os críticos de cinema, o filme não fez sucesso nas bilheterias.

## Elenco
- Mariel Hemingway como Chris Cahill
- Scott Glenn como Terry Tingloff
- Patrice Donnelly como Tory Skinner
- Kenny Moore como Denny Stiles
- Jim Moody como Roscoe Travis
- Larry Pennell como Rick Cahill
- Luana Anders como Rita Cahill
- George de la Peña como Raoul

## Produção
Hemingway treinou extensivamente antes do filme começar a ser rodado.
A produção foi interrompida em julho de 1980 por causa de uma greve do Screen Actors Guild.
Muitas das cenas foram filmadas no Condado de San Luis Obispo. Embora a placa na pista dissesse "Cal Poly", que é uma universidade em San Luis Obispo, ela foi filmada na pista da Morro Bay High School. Duas cenas foram filmadas em restaurantes no centro de San Luis Obispo; a Fábrica de Charutos e 1865. As filmagens também ocorreram em Eugene, Oregon. Os locais incluíam Hayward Field e o restaurante Track Town Pizza.
Towne entrou em confronto com David Geffen durante a produção. Mais tarde, ele processou Geffen e outros em US$ 110 milhões.
Embora Michael Chapman esteja listado como diretor de fotografia, Reynaldo Villalobos e Caleb Deschanel fizeram trabalhos não creditados.

## Recepção

### Resposta crítica
Personal Best obteve um índice de aprovação de 73% no agregador de críticas Rotten Tomatoes com base em 33 avaliações. Roger Ebert deu ao filme quatro de quatro estrelas possíveis e escreveu: "Este é um filme muito físico, uma das celebrações do esforço físico mais saudáveis e suadas de que me lembro... É cheio de incertezas, riscos, cuidados e recompensas da vida real, e considera os corações e mentes de seus personagens, e vê sua sexualidade como uma expressão de seus verdadeiros sentimentos um pelo outro". Tanto Gene Siskel quanto Roger Ebert colocaram Personal Best em suas listas dos dez melhores filmes de 1982. Pauline Kael escreveu que "Provavelmente nunca houve uma história de crescimento apresentada na tela de forma tão livre e desinibida." Vincent Canby, do The New York Times, elogiou a atuação dos quatro protagonistas, mas criticou o enredo e as "filmagens em câmera lenta embelezadas". Stanley Kauffmann do The New Republic descreveu Personal Best como "tedioso".

### Bilheteria
Personal Best teve um bom desempenho inicial limitado, mas acabou fracassando nas bilheterias.

### Elogios
O filme é reconhecido pelo American Film Institute nestas listas:
- 2008: 10 melhores 10 da AFI:
  - Filme esportivo indicado[18]